# ألكسندرا رازارينوفا
ألكسندرا جيرمانوفنا رازارينوفا (الروسية: Александра Германовна Разарёнова ، من مواليد 17 يوليو 1990 في سانت بطرسبرغ) هي لاعبة سباق ثلاثي روسية محترفة، وعضو في فريق النخبة الوطنية الروسية ، وبطل النخبة الروسية لعام 2011 ، وبطلة أوروبا تحت 23 عامًا. عام 2011. شاركت في حدث السيدات في الألعاب الأولمبية الصيفية 2012، ودورة الألعاب الأولمبية الصيفية 2016 ودورة الألعاب الأولمبية الصيفية 2020.